# Djebilet Rosfa
Djebilet Rosfa är ett samhälle i Algeriet.   Det ligger i provinsen Tiaret, i den norra delen av landet, 290 km sydväst om huvudstaden Alger. Djebilet Rosfa ligger 905 meter över havet och antalet invånare är 4 930.
Terrängen runt Djebilet Rosfa är platt. Runt Djebilet Rosfa är det ganska glesbefolkat, med 42 invånare per kvadratkilometer. Det finns inga andra samhällen i närheten. Trakten runt Djebilet Rosfa består till största delen av jordbruksmark.